# Marie Charles Henri Philibert Le Carlier d'Ardon
Marie-Charles-Henri-Philbert Le Carlier d'Ardon est un homme politique français né le 19 septembre 1778 à Laon (Aisne) et mort le 25 janvier 1860 à Presles (Aisne).

## Biographie
Fils de Marie-Jean-François-Philbert Le Carlier d'Ardon, il est maire de Laon de 1830 à 1832, conseiller général et député de l'Aisne en 1815, pendant les Cent-Jours, puis de 1819 à 1824 et de 1827 à 1834, siégeant avec les libéraux sous la Restauration et signant l'adresse des 221. Il soutient la monarchie de Juillet.